# 大森茂

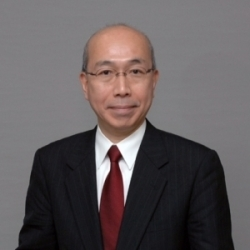
外務省より公表された公式肖像画像

大森 茂（おおもり しげる、1960年8月2日 - ）は、日本の外交官。東宮侍従や、OECD政府代表部公使、法務省名古屋入国管理局長等を経て、駐セネガル特命全権大使を務めた。

## 経歴・人物
埼玉県出身。1984年一橋大学法学部卒業、外務省入省、大臣官房配属。1995年欧亜局西欧第一課首席事務官。1997年在ベルギー日本国大使館参事官。1999年在クウェイト日本国大使館参事官。2002年大臣官房儀典外国訪問室長。2003年大臣官房国内広報課長。2004年中東アフリカ局アフリカ第一課長。2006年宮内庁東宮侍従。2009年在ラオス日本国大使館公使。2011年経済協力開発機構日本政府代表部公使。2015年法務省名古屋入国管理局長。2017年から駐セネガル特命全権大使を務め、首都ダカールで約13億円を限度額とする無償資金協力「ンブール県水産物付加価値向上のための改良型水揚場整備計画」に関する書簡の交換を行うなどした。兼駐カーボヴェルデ兼駐ガンビア兼駐ギニアビサウ特命全権大使。2018年8月、退官。

## 同期
- 有吉勝秀（23年コスタリカ大使・20年エルサルバドル大使）
- 礒正人（22年クロアチア大使・18年デュッセルドルフ総領事）
- 伊藤康一（24年ギリシャ大使・20年ニュージーランド大使）
- 伊藤直樹（24年ベトナム大使・19年バングラデシュ大使・17年シカゴ総領事）
- 今村朗（23年セルビア大使・20年ジョージア大使・23年セルビア大使）
- 岩井文男（20年サウジアラビア大使・15年イラク大使）
- 岡田隆（20年アフガニスタン大使）
- 岡庭健（24年アラブ首長国連邦大使・21年ケニア大使）
- 菊田豊（21年ネパール大使・18年ナイジェリア大使）
- 下川眞樹太（22年フランス、アンドラ大使・19年ベルギー大使・17年大臣官房長・16年国際文化交流審議官）
- 杉山明（24年ノルウェー大使・21年特命全権大使（国際テロ対策・組織犯罪対策協力担当）・18年スリランカ大使・17年儀典長・15年内閣審議官・13年山形県警察本部長）
- 鈴木哲（19年インド大使・17年総合外交政策局長・16年国際情報統括官）
- 竹若敬三（21年北極担当大使・19年ラオス大使）
- 千葉明（22年バチカン大使、19年ASEAN大使・16年ロサンゼルス総領事）
- 梨田和也（19年タイ大使・17年国際協力局長）
- 藤山美典（22年スイス兼リヒテンシュタイン大使）
- 藤原直（21年エディンバラ総領事）
- 正木靖（23年インドネシア大使・20年EU大使・17年欧州局長）
- 森下敬一郎（21年エクアドル大使・17年コロンビア大使）
- 山上信吾（20年オーストラリア大使・18年経済局長・17年国際情報統括官）
- 山田洋一郎（22年モルドバ大使・20年立命館アジア太平洋大学アジア太平洋学部教授（出向）・17年シアトル総領事）
- 山野内勘二（22年カナダ大使・18年ニューヨーク総領事・16年経済局長）